# William Meyers
William Ernest „Boela” Meyers (ur. 23 lipca 1943 w Johannesburgu, zm. 7 maja 2014 w Edenvale koło Johannesburga) – południowoafrykański bokser, brązowy medalista letnich igrzysk olimpijskich w Rzymie (1960) w kategorii piórkowej (do 57 kg).

## Sukcesy sportowe
| Rok  | Miasto | Zawody                      | Kategoria | Wynik         |
| ---- | ------ | --------------------------- | --------- | ------------- |
| 1960 | Rzym   | letnie igrzyska olimpijskie | piórkowa  | brązowy medal |